# Bergpolderflat
De Bergpolderflat in de Rotterdamse wijk Bergpolder (hoek Abraham Kuyperlaan en Borgesiusstraat) is, als we het Justus van Effencomplex en het Lutherhof buiten beschouwing laten,  de eerste galerijflat in Nederland.
De flat heeft een staalskelet en werd in 1933/1934 ontworpen door de architect
W. van Tijen in samenwerking met architectenbureau Brinkman en Van der Vlugt in de stijl van het nieuwe bouwen, functioneel, strak, licht en luchtig. De flat is gebouwd in opdracht van de N.V. Volkswoningbouw Rotterdam en was bestemd voor arbeiders in de lagere huurklasse. Door standaardisatie en prefabricage van de stalen en betonnen onderdelen was het mogelijk lagere huurprijzen te realiseren. Als proefproject werd in 1933 de Parklaanflat gebouwd.
De flat heeft negen verdiepingen en 72 woningen die via een galerij bereikbaar zijn. De oppervlakte van een woning is plusminus 48 m². Er waren gemeenschappelijke wasruimtes in de kelder en voor die tijd moderne voorzieningen als centrale verwarming en het recht om een gratis emmer warm water af te halen.
In de Bergpolderflat werden voor het eerst zaken toegepast die later algemeen zouden worden, zoals de galerijflat met balkon, het centrale trappenhuis en de open glaswanden. Er is nog wel de traditionele, houten balklaagconstructie, maar om de drie lagen is er een brandwerende betonvloer. De Bergpolderflat heeft geprefabriceerde, houten puien.
Er was wel kritiek op het beperkte aantal slaapkamers. Van Tijen bestreed deze kritiek door aan te geven dat 'de woningen vooral bedoeld waren voor jonge moderne mensen die houden van eenvoud, licht en ruimte'.
In 1996 werd het gebouw, een rijksmonument, in opdracht van de rechtsvoorganger van Hef Wonen, woningcorporatie Vestia gerenoveerd.